# 삼자애국운동

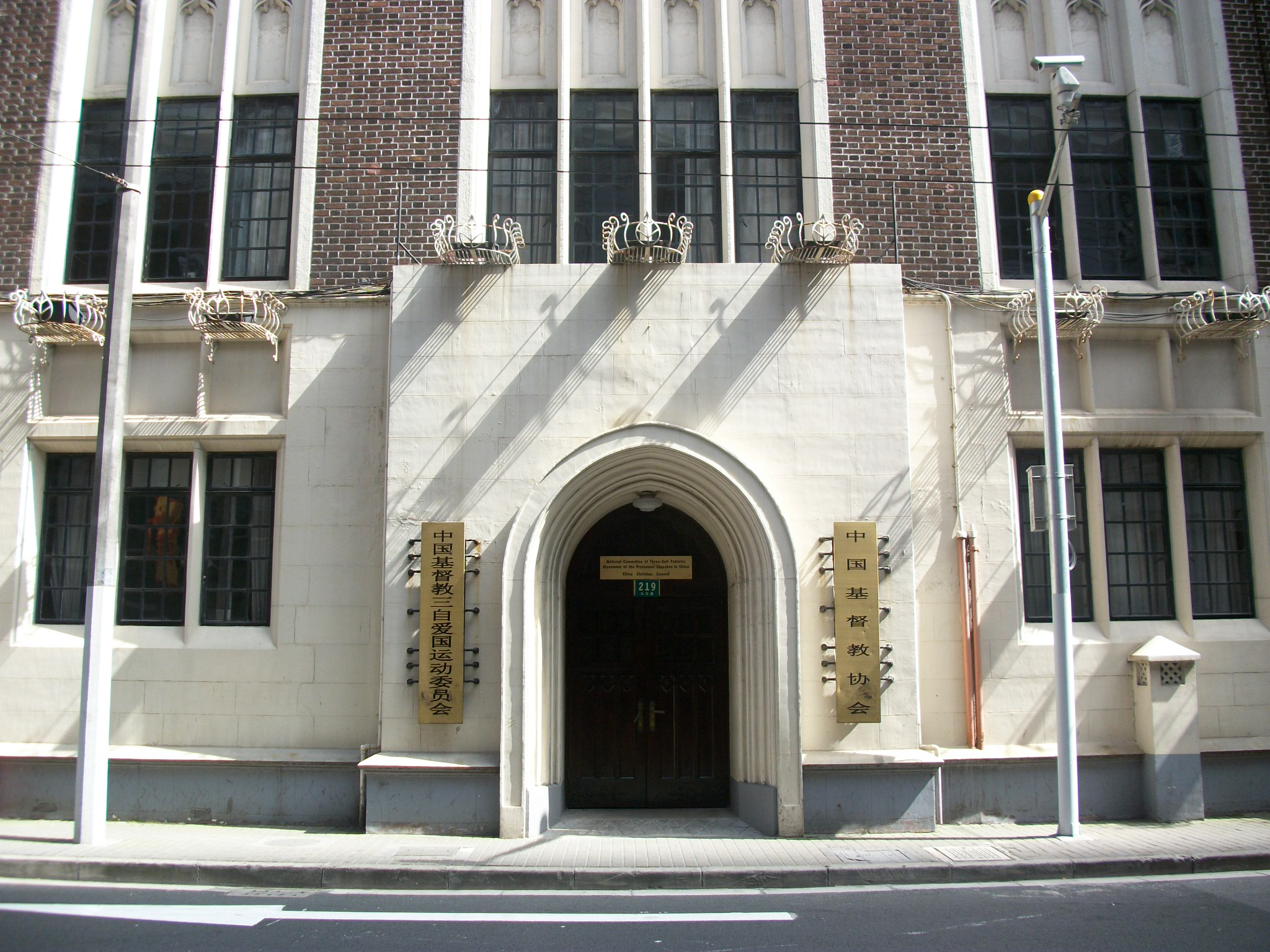
상하이에 위치한 삼자애국운동과 중국기독교협회 사무소

삼자애국운동(약칭 '삼자회')(중국어 간체자: 三自爱国运动, 정체자: 三自愛國運動, 병음: Sānzì Àiguó Yǔndòng 싼쯔아이궈윤둥[*], 영어: Three-Self Patriotic Movement)은 중화인민공화국의 개신교 교회이다. 1951년에 설립되었으며 중국기독교협회와 함께 중화인민공화국의 개신교의 양회(兩會)를 이룬다. 교회의 모든 활동은 중국 공산당의 통제를 받는다. 통제가 꽤 심각하기에 순수한 의미에서의 기독교 교회라고 부르기에 문제점이 존재한다.
삼자회는 중국 공산당의 통제를 받지 않는 교회인 지하교회 또는 가정교회와 거리를 두고 있다.

## 역사
삼자애국운동에서 삼자의 의미는 자주-정치, 자주-협조(외국인으로부터의 재정적 독립), 자주-확산(고유의 선교 방법)을 뜻하며, 1841년에서 1873년 동안 교회 선교회의 총책임자였던 헨리 벤과 외국선교를 위한 미국위원회의 루푸스 앤더슨에 의해 정의되었다.
1877년, 삼자원칙은 중국으로 간 선교사들에 의해 한층 더 논의 되었다. 그 원칙들은 샹하이에서 열린 회의(1892년)에서 공식적으로 초안이 잡혔고, 앞으로 중국교회가 지도자의 토착화, 예배가 중국적인 방법으로 되는 것을 모토로 삼게 되었다.

### 기독교인 대강령
1950년 5월에는 Y.T. Wu 와 다른 기독교 지도자들이 베이징에서 만나서, 기독교와 중화인민공화국과의 관계에 대하여 논하였다. 1950년에만 40만명의 기독인들이 이 서류에 서명을 하였다.

## 같이 보기
- 주류 개신교 교단 목록
- 중국의 기독교
- 중국천주교애국회
- 중국 독립교회
- 긍정적 기독교